# 氟氧化鉲
氟氧化鉲，是一種具有放射性的無機化合物，單一分子由一個鉲和氧離子與氟離子組成，其化學式為CfOF，在1960年代時被制取。它的晶體結構為二氧化鉲的立方晶系的螢石結構，晶格參數為556.1 ± 0.4 pm。